# Gypona brachycephala
Gypona brachycephala är en insektsart som beskrevs av Spångberg 1878. Gypona brachycephala ingår i släktet Gypona och familjen dvärgstritar. Inga underarter finns listade i Catalogue of Life.